# جما وارد
جِما لوئیس وارد (به انگلیسی: Gemma Louise Ward) (زاده ۳ نوامبر ۱۹۸۷ در پرت) مدل و بازیگر استرالیایی است.

## فیلم‌شناسی
- غریبه‌ها (۲۰۰۸)
- دزدان دریایی کارائیب: سوار بر امواج ناشناخته (۲۰۱۱)
- گتسبی بزرگ (۲۰۱۳)